# Bobby Labonte
Robert Alan "Bobby" Labonte, född den 8 maj 1964 i Corpus Christi i Texas, är en amerikansk racerförare. Han är bror till Terry Labonte.

## Racingkarriär
Labonte inledde sin Stock Car-karriär 1982 i Nascar Busch Series, men först 1990 tävlade han på heltid i klassen, då han inte hade pengar till att tävla i alla race. Han slutade fyra i serien det året, och vann 1991, samt blev tvåa bara tre poäng efter Joe Nemechek 1992, vilket även gav honom chansen i Winston Cup till 1993. Han blev nittonde under debutsäsongen och 21:a 1994. Efter det gick Labonte till Joe Gibbs Racing, där han  tävlade i tio år med stora framgångar. Efter att ha blivit tia 1995, blev han elva 1996, sjua 1997 och sexa 1998, innan han på allvar slogs om titeln 1999, då han slutade på en andraplats efter fem delsegrar. 2000 blev Labonte mästare efter fyra delsegrar och ett stabilt jobb över hela säsongen. 2001 blev Labonte sexa, och så småningom åtta 2003. Efter titeln tappade han sin toppförarestatus, i och med att han mellan 2004 och 2008 inte vann ett enda race.